# Old Brown Shoe
〈Old Brown Shoe〉는 영국의 록 밴드 비틀즈의 곡이다. 그룹의 리드 기타리스트인 조지 해리슨이 작곡한 〈The Ballad of John and Yoko〉의 B-사이드로 1969년 5월에 비음반 싱글로 발매되었다. 이 곡은 이후 비틀즈의 컴필레이션 음반 《Hey Jude》, 《1967–1970》, 《Past Masters》에 수록되었다.
비틀즈는 1969년 1월 《Let It Be》를 위해 세션 중에 〈Old Brown Shoe〉를 리허설했다. 해리슨은 그 후 밴드가 간과했던 두 개의 다른 작곡인 〈Something〉과 〈All Things Must Pass〉와 함께 이 곡의 솔로 데모를 녹음했다. 그 후, 이 그룹은 《Abbey Road》의 초기 세션 동안 4월에 정식으로 이 노래를 녹음했다. 몇몇 음악 비평가들은 〈Old Brown Shoe〉를 비틀즈 시대의 해리슨의 최고의 작곡 중 하나로 인정했다.

## 참여 인원
마크 루이손, 이언 맥도날드 그리고 존 윈에 의하면 (명시된 경우를 제외하고):
- 조지 해리슨 – 보컬, 일렉트릭 기타, 해먼드 오르간, 베이스 기타[4][5]
- 존 레논 – 백킹 보컬
- 폴 매카트니 – 백킹 보컬, 압정 피아노
- 링고 스타 – 드럼

하지만 '애비로드'50 주년 슈퍼 디럭스에 수록된 책에 따르면 스타는 'The Magic Christian'을 촬영했다. '노래가 녹음되었을 때. 테이크 2에 대한 책에 주어진 라인업은 다음과 같다:
- 조지 해리슨 – 리드 보컬, 기타, 오르간
- 존 레논 – 피아노, 백킹 보컬
- 폴 매카트니 – 드럼, 베이스, 백킹 보컬